# Marc Anthony
Marco Antonio Muñiz (közismert néven Marc Anthony) (Manhattan, New York, 1968. szeptember 16. –) négyszeres Grammy-díjas Puerto Ricó-i származású amerikai énekes, dalszerző, színész.

## Magánélete
Legidősebb gyermeke, Ariana 1994-ben született akkori barátnőjétől, Debbie Rosado-tól.
2000. május 9-én feleségül vette Dayanara Torrest, akitől két fia született: Cristian Marcus Muñiz (2001. február 5.) és Ryan Adrian Muñiz (2003. augusztus 16.). 2004. június 5-én házasodott össze Jennifer Lopezzel. 2008. február 22-én megszülettek ikrei, Max és Emme. A pár 2014-ben elvált.
2014. november 11-én vette el harmadik feleségét, Shannon de Limát. 2017. február 13-án váltak el.

## Filmográfia

### Film
| Év   | Magyar cím                        | Eredeti cím           | Szerep                 | Magyar hang      |
| ---- | --------------------------------- | --------------------- | ---------------------- | ---------------- |
| 1990 |                                   | East Side Story       | Flaco                  |                  |
| 1993 | Carlito útja                      | Carlito's Way         | latino zenekar énekese |                  |
| 1994 | Bangkok árnyai                    | Natural Causes        | tengerészeti őr        |                  |
| 1995 | Adatrablók                        | Hackers               | Kee ügynök             |                  |
| 1996 | Olasz módra                       | Big Night             | Cristiano              |                  |
| 1996 | A félelmek iskolája               | The Substitute        | Juan Lacas             | Minárovits Péter |
| 1999 | A holtak útja                     | Bringing Out the Dead | Noel                   | Takátsy Péter    |
| 2004 | A tűzben edzett férfi             | Man on Fire           | Samuel Ramos           | Kossuth Gábor    |
| 2006 | A tánc szenvedélye                | El cantante           | Héctor Lavoe           | Fekete Ernő      |
| 2021 | In the Heights – New York peremén | In the Heights        | Mr. De La Vega         |                  |

### Televízió
| Év        | Magyar cím                | Eredeti cím                                     | Szerep           | Megjegyzések |
| --------- | ------------------------- | ----------------------------------------------- | ---------------- | ------------ |
| 1997–2000 |                           | Mad TV                                          | focista / önmaga | 1 epizód     |
| 2000      |                           | Happily Ever After: Fairy Tales for Every Child | Mario (hangja)   | 1 epizód     |
| 2001      | Ha eljő a Pillangók ideje | In the Time of the Butterflies                  | Lio              | tévéfilm     |
| 2010–2011 | Trinity kórház            | Hawthorne                                       | Nick Renata      | 12 epizód    |
| 2012      |                           | The X Factor                                    | önmaga           | 3 epizód     |

## Albumai
- Rebel (bakelit, 1988)
- A night is over (1991)
- Otra Nota (1993)
- Todo A Su Tiempo (1995)
- Contra La Corriente (1997)
- Marc Anthony (1999)
- Desde Un Principio: From The Beggining (válogatás, 1999)
- Libre (2001)
- Mended (2002)
- Just For You (2002)
- Exitos Eternos (válogatás, 2003)
- Amar Sin Mentiras (2004)
- Valio la Pena (2004)
- Sigo Siendo Yo: Grandes Exitos (2006)
- El Cantante (2007)
- Iconos (2010)